# Base centrale logistique
La Base Centrale Logistique est une installation militaire algérienne située à Beni Mered (Wilaya de Blida). Elle a pour principales missions l'approvisionnement, la maintenance, le stockage et le transport des équipements militaires nécessaires à l'Armée Nationale Populaire (ANP). Son rôle est stratégique dans le maintien en condition opérationnelle des forces armées algériennes.

## Sources
1. ↑  « Ministère de la Défense Nationale-Algérie- », sur www.mdn.dz (consulté le 11 novembre 2024)
2. ↑  « Salon du transport et de la logistique : Engouement pour les stands de l’ANP »